# Струмок Берладинка
Струмок Берладинка — річка  в Україні, у Гайсинському районі Вінницької області. Права притока  Крощини (басейн Південного  Бугу).

## Опис
Довжина річки 12 км.  Площа басейну 41,0 км².

## Розташування
Бере  початок на південному сході від Соколівки. Тече переважно на північний схід і на південному заході від Малої Стратіївки впадає у річку Крощину, праву притоку Берладинки.